# 沙朗塞
沙朗塞（法語：Charencey，法語發音：[ʃaʁɑ̃sɛ]）是法国奥恩省的一个市镇，属于莫尔塔涅欧佩什区。该市镇于2018年由原市镇圣莫里斯莱沙朗塞、穆松维利耶和诺尔芒代勒合并而成，行政中心位于圣莫里斯莱沙朗塞。

## 地理
沙朗塞（48°39'2"N, 0°45'33"E）面积45.56 平方千米，位于法国诺曼底大区奧恩省，该省份为法国西北部内陆省份，北起顺时针与卡爾瓦多斯省、厄尔省、厄尔-卢瓦省、萨尔特省、马耶讷省和芒什省接壤。
与沙朗塞接壤的市镇（或旧市镇、城区）包括：图鲁夫尔欧佩什、洛姆沙蒙多、隆尼莱维拉日、维达姆堡、拉沙佩勒福尔坦、罗艾尔、阿夫尔河畔阿尔芒蒂耶尔、博略。
沙朗塞的时区为UTC+01:00、UTC+02:00（夏令时）。

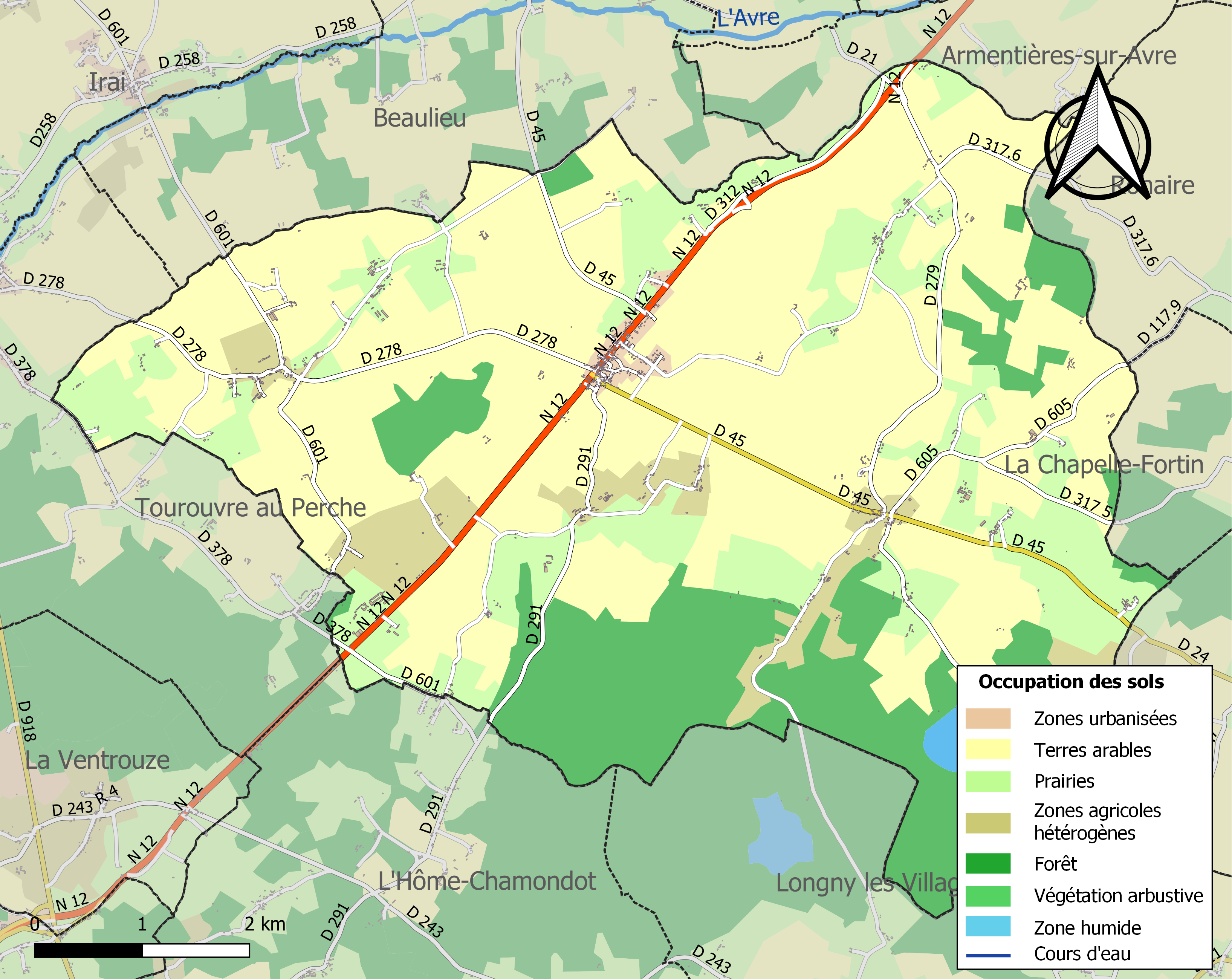
沙朗塞的OSM定位图

## 行政
沙朗塞的邮政编码为61190，INSEE市镇编码为61429。

## 政治
沙朗塞所属的省级选区为图鲁夫尔欧佩什县。

## 人口
沙朗塞于2022年1月1日时的人口数量为755人。